# Achilles a Polyxena
Achilles a Polyxena (franc. Achille et Polyxène, LWV 74) je opera (tragédie lyrique) od Jeana-Baptiste Lullyho a Pascala Collasseho. Libreto napsal Jean Galbert de Campistron, jehož předlohou se stal epos Aeneis od Publia Vergilia Mara. Opera měla premiéru 23. listopadu 1687 v Théâtre du Palais-Royal v Paříži.

## Vznik a historie
Jean-Baptiste Lully začal poté, co uvedl v pařížské opeře „tragické pastorále“ Acis et Galatée (podzim 1686), připravovat novou „tragédie en musique“, která měla navázat na obrovský úspěch Armidy (premiéra 15. února 1686). Po několika námětech ze středověkých eposů se vrátil k látce z antické historie, totiž k epizodě z Trojské války podle Vergiliovy Aeneidy, a libreto si vyžádal od Jeana Galberta de Capistrona, který napsal již text k Acidovi a Galatei. Práci na partituře zdržela kompozice Te Deum k příležitosti uzdravení krále Ludvíka XIV.z těžké nemoci. Při jedné ze zkoušek na provedení této skladby při návštěvě krále v Paříži (30. ledna 1687) si Lully těžkou barokní taktovkou probodl nohu a 22. března 1687 zemřel na následky gangrény.
V té době měl vypracovánu asi třetinu kompozice. Lullyho životopisec Lecerf de Viéville vypravuje, že když se v únoru roku 1687 Lully domníval, že zemře, povolal k sobě zpovědníka a ten mu byl ochoten udělit rozhřešení jen pod podmínkou, že spálí rozpracovanou partituru Achilla a Polyxeny „jako důkaz, že se kaje za všechny své předchozí opery“. Lully tak v přítomnosti kněze učinil, ale když se skladateli udělalo lépe, prozradil, že má ukrytou kopii. Jakoby za trest ho nemoc brzy dohnala. Přestože tuto historku nelze ověřit, více svědků se zmiňuje, že Lully musel slíbit, že zanechá kompozice oper, aby mu místní farář počátkem března 1687 udělil poslední pomazání.

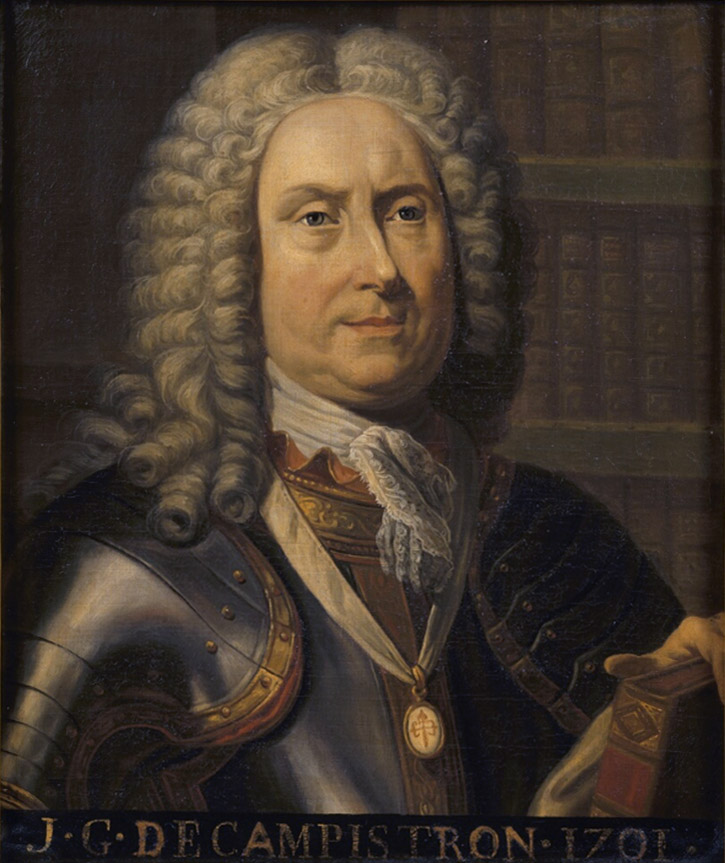
Libretista Jean-Galbert de Campistron

Dokončení opery se ujal skladatel Pascal Colasse. Ten pracoval u Lullyho od roku 1677 (namísto Jeana-Françoise Lallouetta, jehož Lully propustil v souvislosti s aférou s Isis) jako pomocný dirigent i skladatel a dokomponovával pro něj například prostřední hlasy v operách (mj. v Acis et Galathée). Znal proto dobře Lullyho styl. Lully ostatně v závěti, jíž odkázal vedení Académie royal de musique (pařížské opery) své manželce Madeleine Lambertové, přikázal, aby jí byl nápomocen právě Colasse.
Za Lullyho kompozici Colasse označil první dějství a předehru (kterou netradičně umístil před první dějství, tj. nikoli před prolog opery). Některé skutečnosti (např. to, že první dějství obsahuje dvě instrumentální formy, totiž passacaglii a chaconnu, zatímco Lully dával do každého vždy nejvýše jednu takovou pasáž) naznačují, že Colasse první dějství sestavil z hudby z pozůstalosti. Sám Colasse pak za několik měsíců složil zbylá čtyři dějství a prolog tak, aby mohl operou zahájit následující operní sezónu.

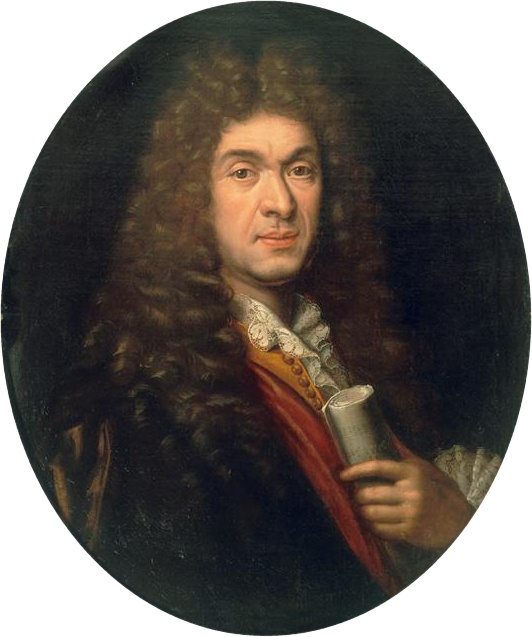
Jean-Baptiste Lully

Jednalo se o první premiéru nového vedení pařížské opery, jehož se po Lullyho smrti se zmocněním vdovy po skladateli ujal jejich zeť Jean-Nicolas de Francine. Operu nastudoval a řídil Colasse, o choreografii se podělili Lestang a Pécour, výpravu a kostýmy navrhl Jean Bérain starší. Premiéra se konala 23. listopadu 1687 (od de Lérisova Dictionnaire des Théâtres se v literatuře mylně traduje datum 7. listopadu). Král jí nebyl přítomen (ani žádnému jinému představení), přítomen byl však jeho syn s rodinou, který byl dílem potěšen a daroval Francinovi jako výraz své spokojenosti 500 louisdorů.
Veřejnost však operu nepřijala příliš vřele (až na Bérainovu výpravu a kostýmy). Capistron i Colasse byli označováni za „autory prostřední třídy“ a stali se i se svým dílem předmětem řady epigramů; de Léris cituje například tento: „Mezi Campistronem a Colassem / vzplála na Parnasu velká hádka / o nešťastný osud této opery. / Za její neúspěch se žádný z nich necítí odpovědný, / jeden říká, že hudba je fádní a ubohá, / druhý zase, že děj a verše jsou příšerné. / A velký Apollón, vždy spravedlivý soudce / shledal, že pravdu mají oba.“
Opera musela být brzy stažena a nahrazena reprízami; nebyla ani hrána u královského dvora. V pařížské opeře byla nastudována již jen jednou, a to v roce 1712 (premiéra 11. října); původní prolog byl nahrazen jiným. Jediné další dobové nastudování je doloženo roku 1692 v divadle v Hamburku. Při této příležitosti bylo vydáno dvojjazyčné libreto se zpěvním překladem Christiana Heinricha Postela, není však jasné, zda se Achilles a Polyxena v Hamburku zpívali francouzsky či německy. Opera se hrála v Hamburku bez alegorického prologu, což je jediný doložený případ, kdy se francouzská tragédie en musique hrála bez prologu, před Rameauovým Zorastrem (1749); jinak bylo pravidlem, že se prolog hrál, ačkoli jeho často politicky zabarvený text se při zahraničních představeních neutralizoval.
Dosud jediné novodobé uvedení opery se odehrálo rovněž v Hamburku, v budově Bucerius Kunst Forum (v koncertní podobě). V rámci festivalu Octogonales 2007 je 20. a 21. září uvedl dirigent Rudolf Kelber se sborem Vokalensemble St. Jacobi a orchestrem historických nástrojů Cythara-Ensemble. Zpívali Tanya Aspelmeier (Polyxena, Venuše), Nathalie de Montmolin (Briseis, Thálie), Julia barthe (Arndromeda, Terpsichoré), Betty Klein (Juno, Melpomené), Michel Connaire (Achilles), Henning Kaiser (Arkas), Roland Hartmann (Priamos), Jörg Gottschick (Agamemnón, Patroklos), Sebastian Naglatzki (Diomedes) a Joachim Kruse (řecký velitel).
Pascal Colasse vydal již roku 1687 partituru opery u Christopha Ballarda (ten vydával všechny Lullyho opery od roku 1677), a to na vlastní účet. Roku 1688 vyšla také nákladem hugenota Antoina Pointela v Amsterodamu, což je mj. první vydání partitury francouzské opery mimo Francii.

## Role

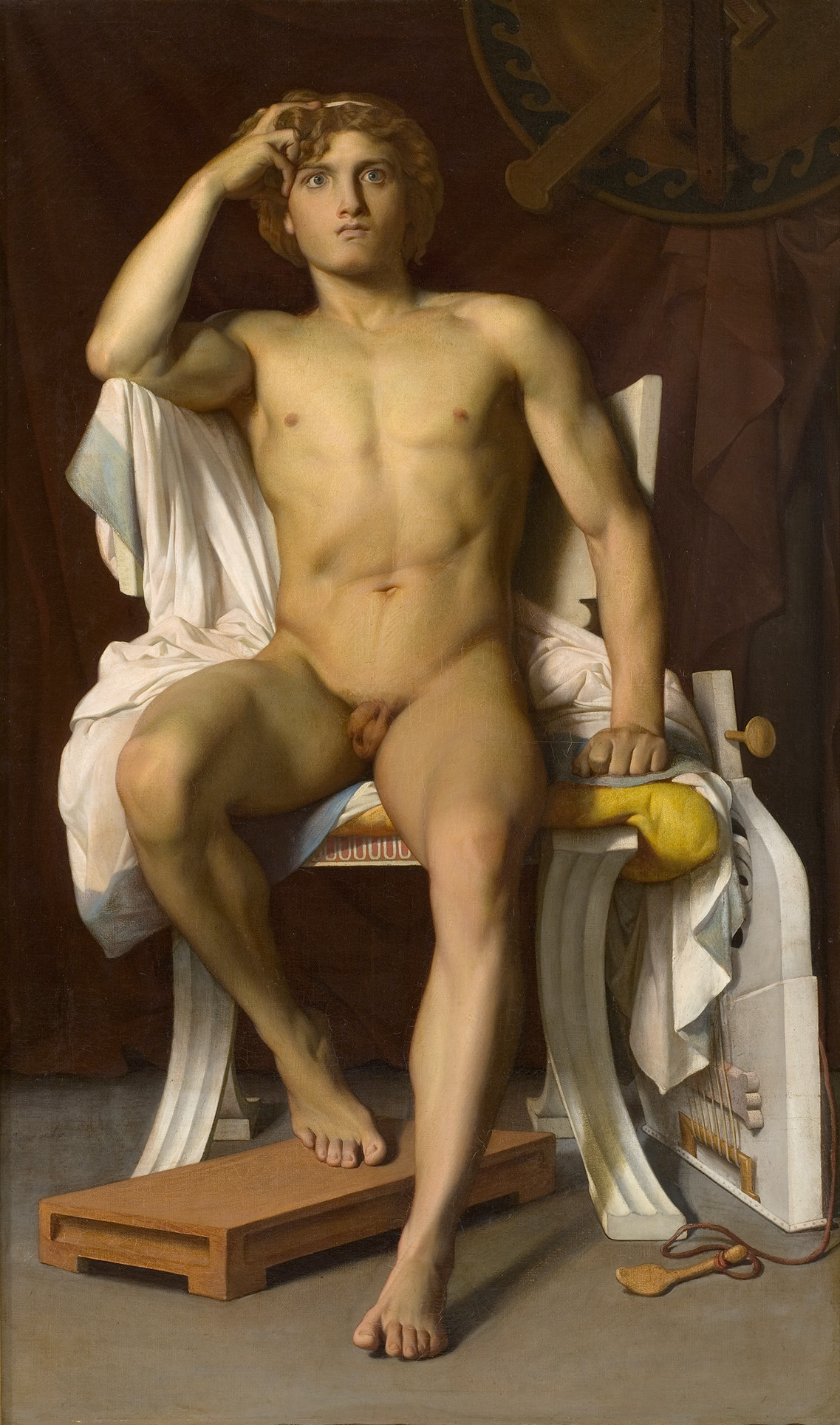
Achilles. Obraz Françoise-Léone Benouvilla

| Role | Hlas         | Premiéra, 7. (23.) listopadu 1687 (v roli účinkoval:) |
| --- | ------------ | ----------------------------------------------------- |
| Prolog |              |                                                       |
| Mercure (Merkur) | haute-contre |                                                       |
| Melpomène (Melpomené) | soprán       |                                                       |
| Terpsicore (Terpsichoré) | soprán       |                                                       |
| Thalie (Thálie) | soprán       |                                                       |
| Jupiter | bas          |                                                       |
| Géniové doprovázející Melpomené, Terpsichoré a Thálii                                                                                               |              |                                                       |
| Tragédie |              |                                                       |
| Achilles, král Thesálie | haute-contre | Louis Gaulard Dumesny                                 |
| Patrocle (Patroklos), přítel Achillův |              |                                                       |
| Diomède (Diomedes), jeden z velitelů řeckého vojska                                                                                                 |              |                                                       |
| Venus (Venuše) | soprán       |                                                       |
| Arcas (Arkas), Achillův důvěrník |              |                                                       |
| Agamemnon (Agamemnón), král Mykén a Argu, velitel všech Řeků                                                                                        | bas          | Jean Dun                                              |
| Priam (Priamos), král Tróje | bas          | François Beaumavielle                                 |
| Andromaque (Andromaché), vdova po Hektórovi, synu Priamovu                                                                                          | soprán       | Fanchon Moreau nebo Louison Moreau (?)                |
| Polixène (Polyxené), dcera Priamova | soprán       | Marie le Rochois                                      |
| Briséis, princezna, Achillova zajatkyně | soprán       | Marie-Louise-Antoinette Desmatins                     |
| Junon (Juno) | soprán       |                                                       |
| Nenávist, Svár, Hněv, Závist; grácie, amorové a rozkoše z Venušina doprovodu; řečtí velitelé a vojáci; doprovost Sváru; Trójané, Trójanky, Thesálci |              |                                                       |

## Děj opery

### Prolog
V zašlém, polorozpadlém divadelním sále zasmušile sedí tři Múzy, Melpomené, Terpsichora a Thálie. Z nebe sestupuje Merkur a vyjadřuje podivení nad nečinností sester, které vždy připravovaly ty nejskvostnější hry a zábavy (recitativ Savantes sœur, arbitres de la scène). Múzy si stěžují, že „největší z králů“, se věnuje vítězným vojenským výpravám a slavnosti bez jeho přítomnosti pozbyly všechen svůj lesk; kladou si za vinu, že jej již nedokáží potěšit (vyprávění Malpomené a Thálie Ignorez-vous, que le plus grand des rois a árie Terpsichory La tristesse règne en ces lieux). Merkur je povzbuzuje: sám Jupiter po nich chce, aby pro něj uspořádaly okouzlující představení (doprovázený recitativ Merkura Terminez vos regrets, que votre douleur cesse). Divadelní sál rázem nabývá svého dřívějšího vzhledu a Múzy se dávají do díla: svolávají Génie, aby začali přípravu (vstup Melpomeniných Géniů, air a sbor Animons d'une ardeur nouvelle, vstup Tháliiných Géniů) a radují se z toho, jak okouzlující, lásku vzbuzující hry uchystají (tercet Múz (rondo) Que nos jeux vont avoir de charmes!, bourrée). Objevuje se Jupiter na svém hromovém voze a dává pokyn, aby tématem her byla historie a bitvy slavného vojevůdce Achilla (recitativ Jupitera Il ne manque aux apprêts de la fête nouvelle a tercet Múz Renouvellons dans nos jeux). Navíc mají tyto hry být věnovány největšímu králi na světě a podle jeho příkladu v nich mají být vykresleni největší hrdinové (Jupiter a sbor: Consacrons tous nos jeux au plus grand roi du monde).

### 1. dějství

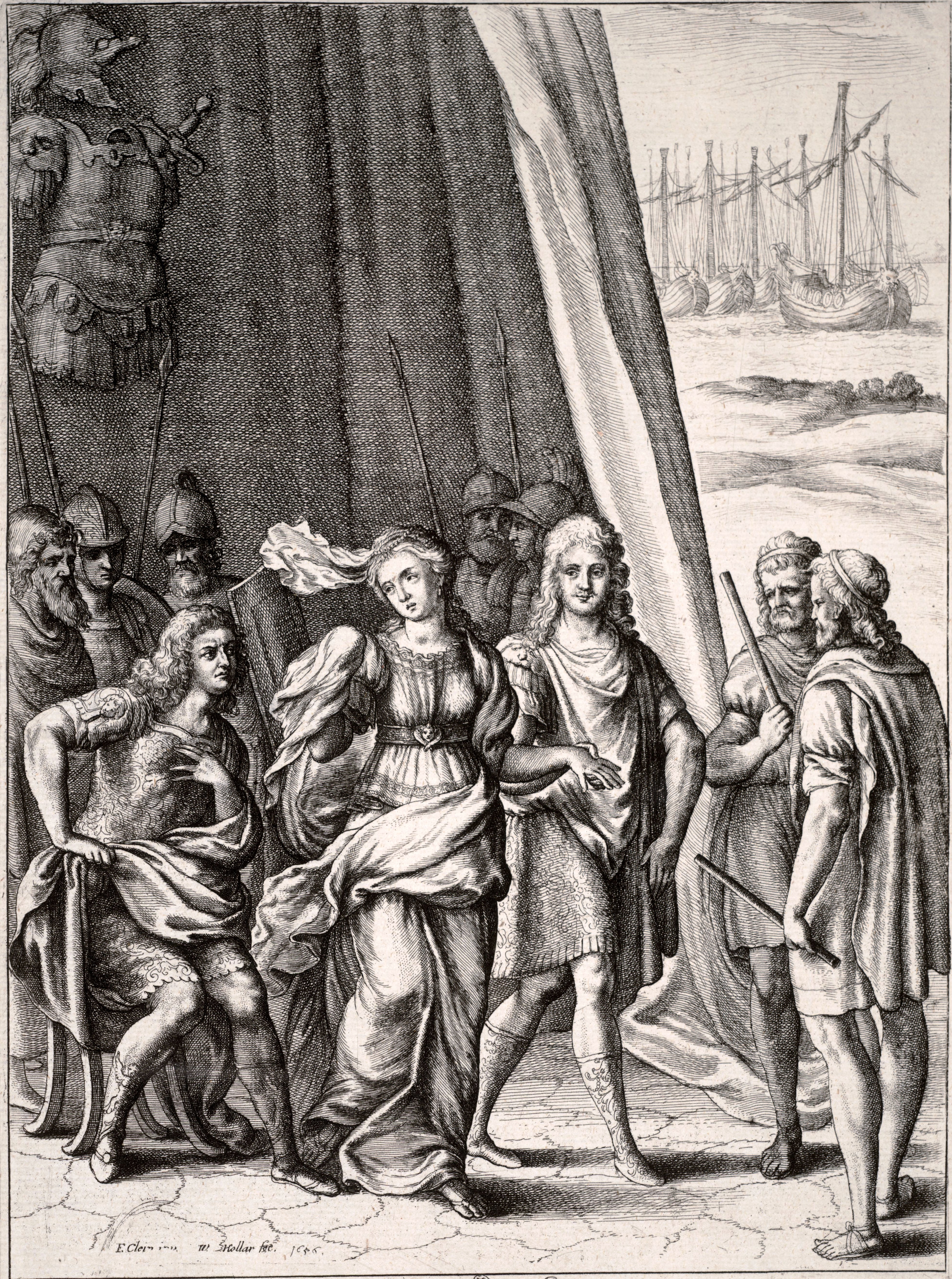
Agamemnon odvádí Achillovi Briseis. Rytina Václava Hollara.

(Ostrov Tenedos, kam se Achilles se svými loděmi uchýlil po roztržce s Agamemnonem) Hrdina Achilles zajal v boji v Trojské válce krásnou princeznu Briseis a získal její náklonnost, velitel řecké výpravy Agamemnon však na ni uplatnil nárok a uzmul mu ji. Achilles opustil boj a stáhl se do ústraní. Tam jej právě navštěvuje jeho věrný přítel Patroklos a popisuje mu bojovou situaci: povzbuzeni Achillovou nepřítomností útočí Trójané pod vedením Hektora (jehož Patroklos popisuje Achillovi jako „po Vás největšího reka“) na řecké vojsko tak, že hrozí jeho porážka (recitativ Patrokla Non, je ne saurais plus me taire). Achilles se nad tím však jen raduje: Agamemnon, který ho urazil, a ostatní Řekové, kteří tomu nečinně přihlíželi, si zaslouží krvavý trest (Achillův recitativ Connais mieux les raisons de mon juste corroux). Patroklos jej tedy prosí, aby mu propůjčil svou vzácnou zbroj ukovanou samotným Vulkánem, v níž se Hektorovi postaví. Achilles se nejprve zalekne, ale když vidí Patroklovu odvahu a sebevědomí, svoluje (dialog Eh bien! d'un œil content regardez nos alarmes a árie Patrokla Je cous assurer ma mémoire). Sotva jeho přítel odejde, přepadají Achilla výčitky svědomí a obava, že by mohl jeho přítel přijít o život (recitativ a árie Patrocle va combattre? … Prevenez, justes dieux, mon désespoir funeste!). Příchozímu důstojníkovi Diomedovi však na výzvu, aby se vrátil k ohrožovanému řeckému vojsku, odpovídá opět záporně. Diomedes se zejména diví, že Achilles dává přednost setrvávání na nehostinném ostrově, když mu kyne možnost získání vojenské slávy. Hrdina mu prozrazuje, že jej každý den přichází rozveselit Venuše se svou družinou. Diomedes jej upozorňuje, že Venuše chrání Tróju a proto jej chce odvést od boje, ale Achilles již vnímá jen zjevující se Venuši (recitativ Ne repondrez-vous pas aux désirs de la Grèce?... Malgré mes cruels déplaisirs… La déesse paraît, et déjà sa présence). Venuše, jež se zjevila v oblaku spolu s Amorem, Gráciemi a Rozkošemi, Achilla zdraví a vyzývá svou družinu k tom, aby jej zabavila (recitativ J'abandonne les cieux, je descends sur la terre). Grácie a Rozkoše zpívají a tančí (chaconne, air, passacaille, sbor Grand héros, le ciel vous est propice). Tu přibíhá Arkas a stručně zvěstuje Patroklovu smrt. Achilles ihned odhání Venušinu družinu a spěchá do boje proti Hektorovi, aby pomstil přítele, nebo sám našel v zápase smrt (recitativ Achilla a Arkase Courons venger cet ami que je perds a Achillova árie Manes de ce guerrier don’t je pleure le sort).

### 2. dějství

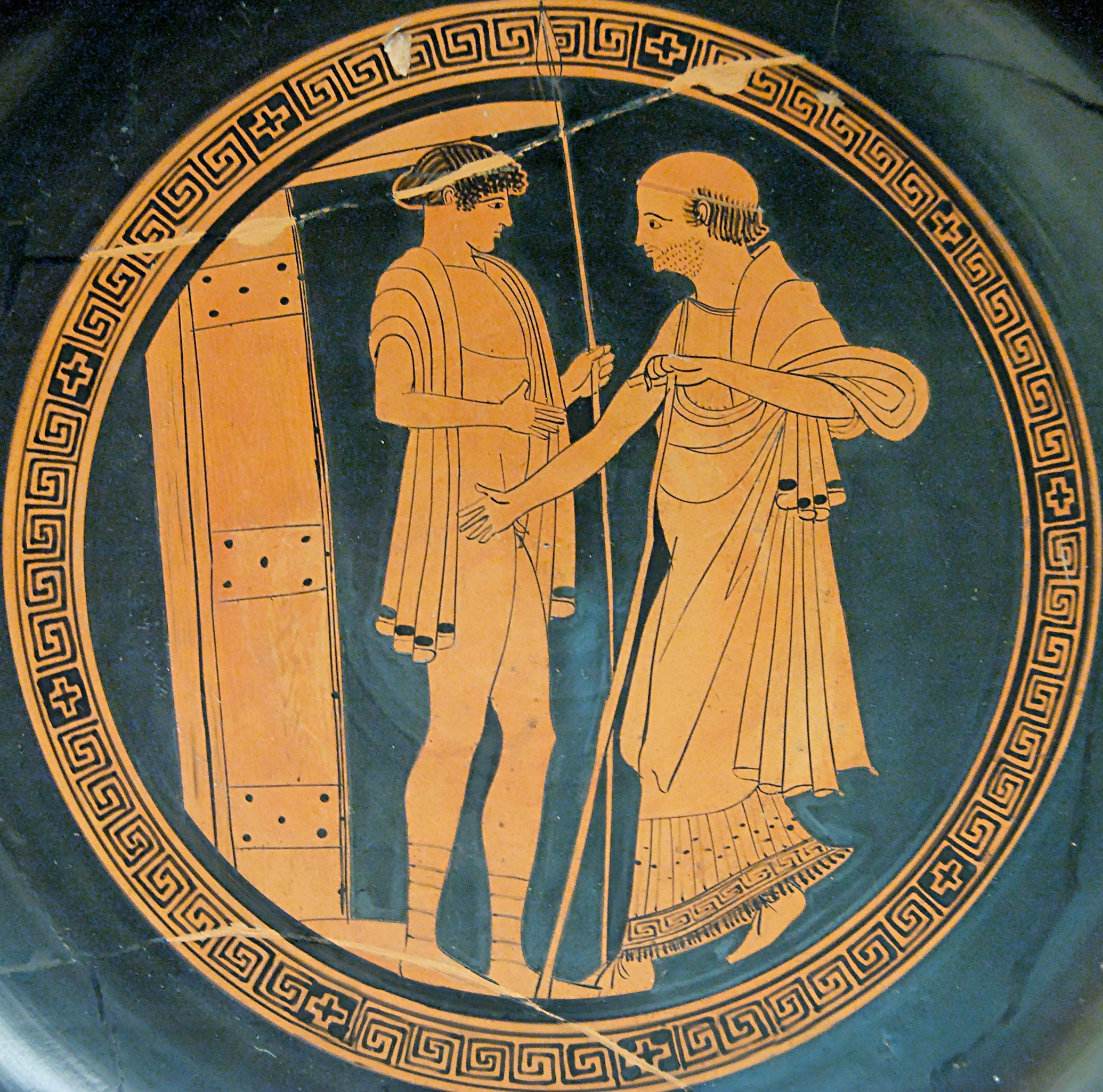
Priamos prosí Achilla o Hektorovo tělo. Antická váza z Vulci.

(Vojenský tábor Řeků před hradbami Tróje) Diomedes se snaží přesvědčit krále Agamemnona, aby se vzdal Briseis ve prospěch Achilla a tak ho získal trvale pro řecké vojsko. Briseis se králi ostatně nechce poddat, takže z ní nemá žádný užitek. Agamemnon se zdráhá; i když mu krásná Briseis není po vůli, těší ho alespoň to, že nemůže patřit jeho soku v lásce (dialog Puisqu'Achille au combat, nous allons triumpher a árie Agamemnona Que peut de la raison le triste et vain sécours). Potřebuje se ještě rozmyslet, proto se vzdaluje, když vojáci přivádějí vítězného Achilla, který v souboji porazil a zabil Achilla (pochod a sbor Guerrier terrible… Chantons la valeur et sa gloire).
Arkas k hrdinovi přivádí zástupce Hektorovy rodiny: jeho otce Priama, vdovu Andromachu a sestru Polyxenu (árie Priama Restes infortunés du plus beau sang du monde a tercet Puissons-nous attendrir le cœur). Priam přichází jako prosebník a Achilles mu vyjadřuje úctu. Andromacha Achilla žádá o mrtvolu svého manžela, aby ji mohla dát v Tróji pohřbít (recitativ a árie J'ai perdu mon époux dans un combat funeste), připojuje se k ní se stejnou prosbou Priamos (árie Par vos sacres aïeulx, par le nom de Thétis) a Polyxena (recitativ a árie Que pourrais-je espérer du secours de mes pleurs… Sorti du sang des Dieux, imitez leur bonté). Právě prosby krásné princezny na Achilla zapůsobí nejvíce a hrdina návštěvníkům slibuje, že jim vydá Hektorovu mrtvolu a zabezpečí volný návrat do Tróji (recitativa árie Que peut-on refuser au pouvoir de vos yeux!... Suivez l'ardeur qui vous anime).

### 3. dějství
(Achillův vojenský stan) Achilles se svěřuje Arkasovi se svou náhle vzplanuvší láskou k Polyxeně a sděluje mu svůj úmysl požádat Priama o její ruku. Je si jist královým souhlasem, neboť výměnou se mu dostane míru a Achillovy ochrany. Arkas je zděšen tím, co považuje za vlastizradu na Řecku, ale Achilles vysvětluje, že s Hektorem zápasil jen ze soukromé pomsty a jinak se do boje řeckého vojska zapojovat nehodlá (recitativ C'en est fait, cher Arcas …Hector seul méritait la gloire). O samotě se pak Achilles oddává snění o naplněné lásce (árie Quand après un cruel tourment).
V tom je překvapen návštěvou Agamemnona. Achilles jeho blahopřání k vítězství nad Hektorem odmítá, Agamemnon jej však chce usmířit a odevzdává mu zpět Briseis (recitativ Je ne saurais plus longtemps). Achilles je ohromen a nemá, co by na Agamemnonovo ujišťování o princeznině lásce a věrnosti (árie es respects, mes soupirs, les marques de ma flamme) a na Diomedovo blahopřání (árie Jouissez du bonheur que l'amour vous présente) odpověděl. Vojáci odcházejí a nechávají Achilla s Briseis o samotě, princezna však z hrdinova chování brzy pozná, že pověsti o Achillově nové lásce, které zaslechla, nelhaly. Když se Achilles zdráhavě přizná, že je zamilován do jiné, zahrne ho Briseis výčitkami: to je její odměna za neochvějnou věrnost a oddanost? (duet Quel triste accueil, Dieux! a recitativ Briseis Perfide, c'est assez). Achilles jí nabízí svou smrt, pokud si ji bude přát, avšak v žádném případě sňatek (recitativ Je ne puis entendre).
Když odejde, Briseis si zoufá a chce vší silou zabránit Achillovu sňatku s Polyxenou. Volá na pomoc hlavní nepřítelkyni Trójanů, bohyni Juno (doprovázený recitativ a árie Quel amant m'est ravi?... Puissante Reine des cieux!). Juno sestupuje z nebes na svém voze a slibuje Briseis, že nadcházející sňatek překazí; vyvolává z podsvětí Nenávist, Svár, Hněv, Závist, které vypouští mezi Trójany (recitativ Junony Calme tes déplaisirs, ne verse plus de larmes, balet furií). Juno odlétá a Briseis se uklidní. Brzy uslyší zpěv přicházejících pastýřů, kteří oslavují mír spojený s Achillovou a Polyxeninou svatbou (recitativ a árie Briseis Junon pour moi vient de se déclarer… Mais quel bruit harmonieux a tanec (menuet, canaries) a zpěv pastýřů Après tant de trouble et de larmes… Tristes bocages).

### 4. dějství
(Priamův palác) Polyxena o samotě zkoumá své hnutí své duše; cítí neodolatelnou vášeň k Achillovi, současně si však připomíná, že je nepřítel Trójanů a vrah jejího bratra (recitativ a árie Polyxeny Enfin je me vois seule… Je souffre trop dans les cruels combats). Nejprve volá bohy, aby ji ztrestali, pokud Achillovi podlehne, současně si však uvědomuje, že nemůže jednat jinak. Přichází její Andromaché a konfrontuje svou švagrovou s pověstí, že si má vzít Achilla za manžela. Andromaché to pokládá za nesmyslné, ale Polyxenina vyhýbavá odpověď ji utvrdí v opaku. Andromaché odchází s úmyslem zachovat věrnost památce Hektora, na kterého jeho vlastní otec a sestra tak rychle zapomněli (recitativní dialog Ah! ma sœur, savez-vous qu'Achille a árie Andromachy Cher époux dont l'illustre vie). Polyxena se stydí a vzpomíná na věštbu své sestry Kassandry, která jí předpověděla, že ji její láska přivede ke smrti (recitativní monolog Polyxeny Que reproche fatal! je rougis de l'entendre). I přesto je odhodlána následovat své city (árie Malgré les conseils qu'on me donne).

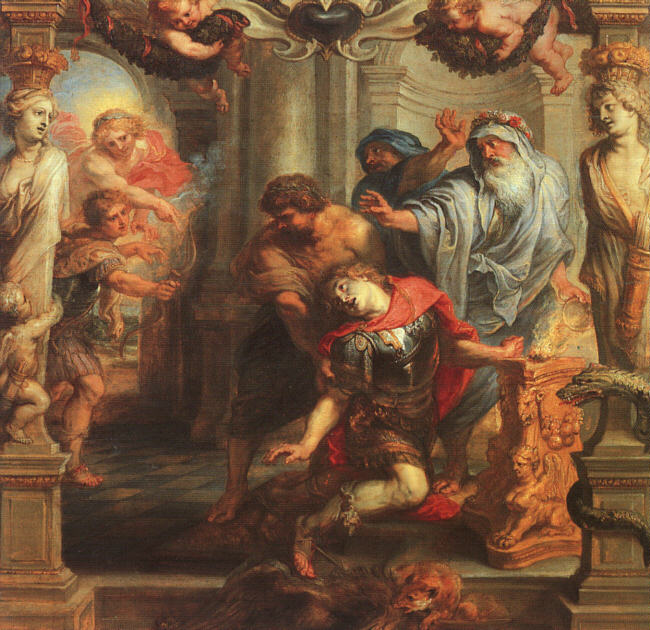
Achillova smrt, obraz Petra Paula Rubense.

Přichází její otec Priamos, rozradostněný Achillovou nabídkou, kterou Polyxeně tlumočí Arkas (árie Priama Le fier Achille rend les armes). Polyxena se skromně podvoluje splnit přání svého otce a provdat se za Achilla. Priamos dává pokyn k přípravě svatební slavnosti (árie Priama Quel changement favorable). Trójené přicházejí a vzdávají hold Polyxenině kráse, která si podmanila udatného nepřítele (air, chaconne a sbor Vos beaux yeux, adorable Princesse).

### 5. dějství
(Ulice před Apollónovým chrámem) Achilles před chrámem netrpělivě očekává okamžik svého sňatku s Polyxenou (doprovázený recitativ Ah, que sur moi l'Amour règne avec violence!). Přichází Polyxena ve svém průvodu; setkává se s Achillem a opětuje jeho vyznání lásky (recitativ Princesse, enfin le ciel répond à ma attente). Priamos spojuje ruce snoubenců (tercet Commençons à jouir en ce jour). Achilles i Priamos vyzývají své bojovníky, aby se spojili ke společné oslavě (árie Peuples soumis à mes lois), lid obou národů tančí a zpívá (tanec a sbor Que tous ces lieux retentissent… Tendres amants, que vous serez heureux!). Priamos odvádí snoubence k oltáři.
Na ulici zůstane jen samotná Briseis, která vyčítá Junoně, že nedostála svému slibu, a je ochotna sama se dopustit zločinu, aby sňatek překazila (doprovázený recitativ aárie Que vois-je? C'en est fait… Un juste désespoir m'anime). Tu nastává zmatek a z chrámu vybíhají vyděšení Řekové (sbor Fuyons une mort certaine). Arkas sděluje, že než byl obřad dokončen, zavraždil Achilla Priamův zrádný syn Paris. Z chrámu vybíhá i hořekující Polyxena; Briseis odchází zpravit velitele řeckého vojska, aby obnovili nepřátelství s Trójany a pomstili Achillovu smrt (doprovázený recitativ Dieux! quel horrible spectacle!... Je vais presser nos chefs et nos soldats). Polyxena její počínání sleduje s opovržením; sama je ale rozhodnuta následovat svého novomanžela na onen svět. Nad jeho mrtvolou se probodne dýkou a umírá (závěrečný doprovázený recitativ a árie Va punir les Troyens, cours hâter la vengeance… Mais quels tristes objets viennent s'offrir à moi?).

## Nahrávky
Komerčně dostupná nahrávka opery Achilles a Polyxena neexistuje. Existují pouze nahrávky různých částí opery nastudované různými umělci, jakož i neobchodní záznam hamburského koncertního provedení z roku 2007.